# 賈午
賈午（260年—300年），平阳郡襄陵县（今山西省襄汾县）人，西晉初期權臣賈充幼女，晉惠帝皇后賈南風的同母妹，母親是郭槐，韓壽的妻子，賈謐的母亲。

## 生平
泰始七年（271年），賈充政敵任愷不欲賈充權重，遂趁羌亂之機成功勸導晉武帝任命賈充為使持節都督秦涼二州諸軍事，出鎮關中。賈充為了避免出鎮，聽從了荀勖的計策，在荀勖的引導下將賈充女兒嫁給太子司馬衷為妃，讓賈充藉太子成婚一事而留下來。起初太子妃人選是屬意賈午，但當時賈午年紀太小，衣不稱身，於是只好改由姐姐賈南風於翌年成婚。
不久，賈充升任司空，時司空掾韓壽儀容俊美，賈午從窗外看見他後十分喜歡他，就向人打聽此人身份，有一個婢女自稱昔日在韓壽家為婢，並道出韓壽姓字，賈午更是動心，日思夜想，婢女及後就去韓壽家代賈午表白，更稱許賈午「光麗艷逸，端美絕倫」。韓壽聞言心動，亦請婢女代為轉達，賈午知韓壽對其亦有意，就開始了與韓壽偷情，不但送很多禮品過去，更在日暮時叫韓壽到她那裏。韓壽因為身手矯捷，每次都是攀牆而入，根本沒有人知道二人之事，但賈充就看出賈午最近心情特別舒暢，直至有一次賈充僚屬們和韓壽飲宴時發現韓壽有武帝所藏的西域奇香並報告賈充，賈充才知二人之事。原來武帝只曾把此香賜予賈充及大司馬陳騫，賈午就從府中偷了此香送給韓壽。然而，賈充自以府中門禁深嚴，不知韓壽怎能與賈午私通，於是拷問了賈午的隨從們，才真相大白。賈充最終都將這些事秘而不宣，並嫁賈午給韓壽。
賈午與韓壽生了韓謐，賈充於太康三年（282年）去世後，郭槐自作主張把韓謐過繼給早死的賈充長子賈黎民，改姓賈，以繼後嗣。按禮大宗無嗣當從賈氏旁支中選子弟入繼，故郭槐此舉在當時已經有爭議，但郭槐更聲稱這是賈充生前所願，晉武帝亦承認賈謐繼嗣。而在太子即位後，成為了皇后的賈南風除掉了外戚楊氏，掌控了朝權，賈南風並不喜歡非自己所生的太子司馬遹。而郭槐則因賈南風沒有兒子，希望她能善待司馬遹，並希望能讓司馬遹與韓壽和賈午的女兒結婚，司馬遹本人也極有迎娶韓氏的意願，但賈南風與賈午皆拒絕這樁婚事，改為司馬遹娶了王衍的次女王惠風，大大加深了賈后一黨與太子之間的嫌隙。至郭槐臨終前，仍再三叮嚀賈南風務必將司馬遹視如己出，並且一定要斷絕與賈午和趙粲的往來，因為她們只會壞了她的大事而已。不過賈南風仍與賈午及趙粲謀害太子，賈南風還將韓壽子韓慰祖借來說是自己與惠帝在武帝喪期內所生的兒子，藉以實行廢太子的計劃。
永康元年（300年），賈后假傳詔命殺害已被廢的太子司馬遹，趙王司馬倫以此為名推翻賈后，賈午和趙粲等都被送往暴室施杖拷問至死。